# Embrafilme
A Embrafilme ou Empresa Brasileira de Filmes S.A. foi uma empresa de economia mista estatal brasileira produtora e distribuidora de filmes cinematográficos.
Foi criada através do decreto-lei Nº 862, de 12 de setembro de 1969, como Empresa Brasileira de Filmes Sociedade Anônima e vinculada ao então Ministério da Educação e Cultura e como braço do Instituto Nacional do Cinema (INC). Enquanto existiu, sua função foi fomentar a produção e distribuição de filmes brasileiros. Enquanto viveu, a Embrafilme funcionou com um orçamento médio anual de cerca de US$ 12 milhões, desse total, entre US$ 8 milhões e US$ 9 milhões (70%) eram investidos na produção de filmes. Nos anos 70 e 80, os filmes custavam entre US$ 500 mil e US$ 600 mil. A empresa lançava anualmente, em média, 25 filmes. A estatal ajudou a colocar no mercado mais de 200 filmes brasileiros entre 1969 e 1990. Em 1975, no auge da atuação da Embrafilme, o Brasil chegou a ter 3 276 salas de cinema e um total de 275 milhões de ingressos vendidos. Já em 1995, sem a agência, eram 1 033 salas e 85 milhões de ingressos vendidos. Setenta por cento de suas ações eram do governo e o restante de outras entidades e sócios minoritários, entre eles o produtor Luiz Carlos Barreto. Os diretores da empresa foram os cineastas Roberto Farias, Gustavo Dahl, Celso Amorim e Carlos Augusto Machado Calil.
No final dos anos 80, houve uma forte campanha de oposição à empresa, acusada de clientelismo, desperdício e má administração. A intenção era convencer a opinião pública de que o cinema não devia ser matéria de Estado. Diversos fatores foram apontados para justificar o declínio da Embrafilme, desde a redução da capacidade de investimento do Estado brasileiro diante da crise do petróleo; a dolarização das atividades cinematográficas no país; o progresso técnico do cinema dos Estados Unidos e sua maior agressividade na conquista de mercados na América Latina; a queda brusca de público com a difusão dos aparelhos de videocassete, entre muitos outros.
Foi extinta em 16 de março de 1990, sem a abertura de qualquer processo administrativo ou discussão pública que pudesse reorientar sua missão e a estratégia, pelo Programa Nacional de Desestatização (PND), do governo de Fernando Collor de Mello. Quando o decreto de extinção saiu publicado, a Embrafilme estava às vésperas de lançar com muita divulgação o filme Dias Melhores Virão, dirigido por Cacá Diegues. 
Em 2009, a Confecom (Conferência Nacional de Comunicação) convocada pelo presidente Luiz Inácio Lula da Silva pretendia formular propostas para uma política nacional de comunicação, juntando as propostas para o setor já produzidas nos meios sindical e acadêmico. A lista incluiu a volta da estatal Embrafilme. A proposta foi rejeitada por cineastas que propuseram outras alternativas.
Atualmente, as funções de regulação e fiscalização da extinta Embrafilme são feitas pela Ancine. A função de distribuidora foi deixada para a iniciativa privada. O incentivo estatal à produção de cinema brasileiro hoje em dia se dá pela Lei do Audiovisual, e por editais de órgãos públicos, promovidos pela própria Ancine, pela Petrobras e pelo BNDES.

## História

### Início
As origens da Embrafilme remontam ao ano de 1937, durante o governo de Getúlio Vargas, quando ocorreu a criação do INCE (Instituto Nacional de Cinema Educativo), um recurso político articulado com a finalidade de incentivar o acesso à cultura, ao mesmo tempo em que tornava possível a censura sobre o que não fosse do interesse político de exibição. Já em 1966, o INCE foi absorvido com a fundação do INC (Instituto Nacional de Cinema), que por sua vez tinha como objetivo se responsabilizar, de fato, por toda a cadeia produtiva do cinema, uma vez que o seu antecessor INCE não passava de uma artimanha política que tinha o cinema como uma ferramenta educativa.

No dia 12 de setembro do ano de 1969, o INC recebe um apêndice através do Decreto-lei nº 862, que estabelecia a criação da Embrafilme:
Art 2º. A EMBRAFILME tem por objetivo a distribuição de filmes no exterior, sua promoção, realização de mostras e apresentações em festivais, visando à difusão do filme brasileiro em seus aspectos culturais artísticos e científicos, como órgão de cooperação com o INC, podendo exercer atividades comerciais ou industriais relacionadas com o objeto principal de sua atividade (BRASIL, 1969)
Ela estava formalmente vinculada ao INC e consequentemente ao Ministério da Educação e Cultura. Essa foi a primeira vez em que houve, de fato, a participação do Estado em alguma parte da linha de produção de cinema do país; afinal, até o dado momento o INC estava apenas se envolvendo como órgão regulador e legislador, além do financiamento de filmes.
A estatal se concretizou, crescendo em um grande impulso o qual a fez produzir demasiada filmografia, oferecendo ao cinema brasileiro uma forma de produção estruturada que modificou completamente a sazonalidade que vigorava até este período historiográfico. Com isso, a Embrafilme atingiu seu compromisso de solucionar o "déficit" de distribuição fílmica de obras nacionais, em países estrangeiros. Com tal finalidade, a empresa investiu nas mostras desses filmes e em suas distribuições em festivais, realizando uma reflexão sobre as questões sociais, culturais e artísticas, o que promoveu a identidade cultural do país.
A Embrafilme deu centralidade à atividade cinematográfica nas políticas públicas de cultura do Brasil e fez ressurgir o projeto nacional-desenvolvimentista de se criar por aqui uma vigorosa indústria do cinema com forte intervenção e regulação estatal para disciplinar e tentar harmonizar interesses entre produtores, distribuidores e exibidores nacionais e estrangeiros, estes últimos bastante incomodados com a rápida ascensão e sucesso da empresa estatal.

Na questão econômica, a empresa surgiu no momento do Milagre econômico e do Segundo Plano Nacional de Desenvolvimento (1975-1979) seguindo até a crise do final da década de 1970. 
Art 1º Fica autorizada a criação da Sociedade de Economia Mista denominada Empresa Brasileira de Filmes S A. - EMBRAFILME, com personalidade jurídica de direito privado e vinculada ao Ministério da Educação e Cultura.
Assim como visto no decreto acima, sua economia era considerada mista. Uma pequena parte das ações era dividida por algumas empresas estatais e a maior parte delas, cerca de 70%, era ministrada pelo MEC (Ministério da Educação e Cultura).
No âmbito político, a Embrafilme surge sob o manto da Ditadura Militar. Isso foi um empecilho no ínterim artístico para a produção de filmes no país, afinal, a empresa estava carregada do ideal ufanista de disseminação do nacionalismo, o qual era a principal característica de governos militares.
A criação da Embrafilme não obteve apoio da parcela das pessoas que eram vinculadas às atividades audiovisuais da época justamente pela forma independente em que a empresa foi criada e pela total ausência de uma consulta prévia com essas pessoas interessadas. O mais provável era que o governo realmente dispensasse tal apoio desse grupo referido, ou não o visse como necessário para sua legitimação. A legitimação da Embrafilme, por sua vez, sempre esteve atrelada ao desenvolvimento capitalista-cinematográfico, em conformidade com a Doutrina de Segurança Nacional, que proporcionou o combate com o inimigo cinema estrangeiro, seja por meio da legislação protecionista ou através do incentivo aos temas nacionais.

### Auge
O objetivo principal da Embrafilme era estabelecer no Brasil uma indústria cinematográfica independente do estrangeiro. Tal objetivo se consagrou no início da década de 1970 e, neste momento, a Embrafilme viveu o seu auge. O mercado cinematográfico brasileiro cresce de forma nunca vista antes e ocupa um grande espaço.
Em meio ao Regime Militar e às censuras envolvidas, a Embrafilme surgiu como conciliadora de um cinema com viés mais autoral e um comercial. Desta forma, os militares buscaram a validação da Embrafilme se associando a cineastas através de seu discurso nacionalista.
É assim que, em 1975, no governo de Geisel, o cineasta Roberto Farias é nomeado diretor da Embrafilme, com o apoio de Glauber Rocha e Nelson Pereira dos Santos. O legado de Farias vai até 1978 e em 1985, cineastas e produtores indicam Carlos Augusto Calil, que dirige a Embrafilme até o ano seguinte.
Neste mesmo período, a dinâmica da empresa muda. Em 1974, é desfeito o Instituto Nacional de Cinema (INC), cria-se o Conselho Nacional de Cinema (Concine) e a Fundação Centro Modelo de Cinema (Centrocine) e, desta forma, as responsabilidades da Embrafilme se amplificam. Suas funções passaram a ser produção, co-produção, distribuição, exibição, divulgação dos filmes, financiamento da indústria, importação de filmes, documentação, formação profissional, criação de subsidiárias, entre outras. A Centrocine era responsável pela memória, preservação e pesquisas envolvendo o audiovisual brasileiro, além de produzir filmes científicos e técnicos.
Foi por meio do Concine que a Embrafilme alcançou o aumento da reserva de mercado para produções brasileiras. Antes da Embrafilme a obrigatoriedade de exibição de filmes nacionais nas salas brasileiras era de 56 dias por ano. Em 1979, último ano do governo Geisel, esse número chegou a 140 dias por ano. Outras medidas tomadas foram arrecadação de 5% do lucro de produções estrangeiras para uso em curta-metragem e exibição obrigatória.
Através desses adventos, os objetivos da Embrafilme são alcançados e, durante a década de 1970, as produções brasileiras ocupam um espaço dentro do próprio país previamente dominado pelo cinema estrangeiro. Também foi um período importante para o cinema no Brasil no quesito de os filmes produzidos correrem em festivais estrangeiros, receberem premiações e o cinema brasileiro, no geral, passar a ser mais reconhecido internacionalmente. Além disso, a distribuidora da Embrafilme chega a ser a maior da América Latina. A venda de ingressos entre 1974 e 1979 cresce em 16%. Nos anos 1975 e 1976 a Embrafilme se destaca no quesito de bilheteria, alcançando números inéditos na história do cinema brasileiro e batendo recordes de receita. O filme de 1976 Dona Flor e Seus Dois Maridos alcança o número de audiência de 11 milhões de pessoas, que só seria superado em 2010 pelo filme Tropa de Elite 2. Nesse período de sucesso é instaurada a Lei da Dobra, que possibilitava o filme nacional a ser exibido mais uma semana se superasse a média de espectatorialidade da sala. Desta forma, a Embrafilme lucrou muito com seus filmes, conseguindo superar os custos envolvidos na produção e distribuição.
É a partir dessas mudanças que o Estado passa a intervir mais efetivamente no cinema brasileiro, já que a Embrafilme assume todo o processo de produção cinematográfica de suas produções, investindo completamente em propostas fílmicas.
A atividade da Embrafilme impactou toda a produção nacional, tanto que vai atingir o número inédito de 100 filmes por ano nos anos 1970 e a ocupação de cerca de um terço do mercado. Tal triunfo do cinema nacional não permanece por muito tempo, no entanto, e a crise econômica no final da década diminui a produção da Embrafilme e contribui fortemente para sua decadência na década de 1980.

### Declínio
A partir dos anos 1980, o Brasil passou por uma complicada crise econômica por consequência do aumento da divida externa. A “década perdida” fez com que a Embrafilme passasse por certa crise moral. A imprensa acusava a empresa brasileira de corrupção e favorecimento a certos grupos.
Com o fim da Ditadura Militar, a Embrafilme, que foi criada justamente nesse período a fim de levar o cinema nacional ao exterior, mostrando a grandiosidade do Brasil na indústria cinematográfica, fez com que a empresa fosse cada vez mais questionada. Isso ocorre pelo fato de estar ligada a um período obscuro da história brasileira, e por ser uma empresa estatal ligada a um regime nada democrático. É sabido que embora os cineastas fossem contemplados com a coprodução com a empresa brasileira, deveriam seguir certas condições para que no final seus filmes não fossem censurados. Há também o fato de não haver uma diversificação de cineastas nas produções daquele período; era avaliado se o cineasta era considerado um subversivo para o regime e caso fosse, seu filme não seria financiado pela Embrafilme. Com isso muitas pessoas ligadas ao cinema faziam duras críticas à empresa. Por parte das produtoras independentes, havia críticas ligadas à ameaça que a empresa proporcionava à permanência competitiva delas no mercado. Já os exibidores faziam críticas por haver a lei de obrigatoriedade de exibição de curtas metragens nacionais antes da exibição de filmes estrangeiros. Com a reabertura política seria impossível que não houvesse essas críticas por parte da imprensa e pessoas ligadas ao cinema.
Dentro da própria Embrafilme havia dificuldades na administração. O cineasta Roberto Farias foi fundamental no crescimento da empresa e ampliou o diálogo com a classe cinematográfica sendo o diretor geral da empresa, mas, deixou o cargo, mesmo querendo continuar. Quem ficou em seu lugar foi Celso Amorim, que era diplomata e não tinha nenhuma ligação com o cinema. Isso foi decisivo para ampliar a crise diante a classe cinematográfica. Anos mais tarde, Roberto Farias realizou o filme Pra Frente, Brasil, um filme que fazia críticas ao regime. Isso fez com que houvesse um incômodo diante as autoridades militares, já que um ex-funcionário com o apoio do próprio diretor da empresa financiou com dinheiro púbico, um filme que criticava o regime, do qual, de certo modo, ele serviu. Celso Amorim pediu demissão da estatal, aumentando ainda mais a crise da Embrafilme.
A partir de 1990, Fernando Collor de Mello extingue a Embrafilme. Com uma política neoliberal, a abertura do mercado à estatal e a outros órgãos ligados à cultura chegaram ao fim. Até mesmo o Ministério da Cultura foi extinto, transformando-se em Secretaria da Cultura. Essa política de livre mercado, ligado à globalização, fez com que o cinema nacional perdesse cada vez mais espaço, que foi tomado pelo cinema norte-americano. Pesquisas mostram que, até o final dos anos 1980, o Brasil produzia um número considerável de filmes, mesmo com a crise econômica. Mas o público e o número de salas de cinemas diminuíram, ano após ano. Isso está relacionado ao aumento dos preços dos ingressos, assim o público mais popular tinha dificuldades em frequentar o cinema, principalmente naquele período.
Pode-se dizer que se o Brasil tivesse continuado com uma política de incentivo ao cinema nacional e a sua produção, haveria um público a acompanhar os filmes brasileiros muito maior do que nos dias atuais. No entanto, com o fim da Embrafilme, que era inevitável, segundo muitos pesquisadores, o público acabou se desabituando a ver filmes do seu país. Com o fim da Embrafilme e de qualquer lei de incentivo, o Brasil chegou a produzir números insignificantes; apenas um filme que teve certa relevância foi produzido em 1992, do diretor Walter Salles, chamado A Grande Arte.
O Brasil voltou a se recuperar no mercado cinematográfico anos depois com a volta das leis de incentivo e, principalmente, a partir de 2001, com a criação da Agência Nacional do Cinema (ANCINE), que tem função de regulamentar o mercado audiovisual.

## Lista de Filmes Coproduzidos[17]
- Lição de Amor
- A Noiva da Cidade
- Xica da Silva
- Aleluia, Gretchen
- Mar de Rosas
- Anchieta, José do Brasil
- A Dama do Lotação
- Doramundo
- A Idade da Terra
- Gaijin – Os Caminhos da Liberdade
- O Gigante da América
- Muito Prazer
- Pixote, a Lei do Mais Fraco
- Eles Não Usam Black-tie
- O Beijo no Asfalto
- Cabra Marcado para Morrer
- etc.